# Rabbi Matondo
Rabbi Matondo (Liverpool, 9 settembre 2000) è un calciatore gallese con cittadinanza inglese, attaccante dei Rangers in prestito all'Hannover 96 e della nazionale gallese.

## Caratteristiche tecniche
Considerato come uno dei maggiori prospetti gallesi di tutti i tempi, Matondo ricopre il ruolo di ala sinistra, dotato di una grande velocità e una buona capacità di servire i compagni risultando spesso un uomo-assist, lui stesso ha affermato di trovarsi meglio a giocare a sinistra a piede invertito o anche da centravanti, posizione ricoperta al Cardiff City dove ha migliorato la sua vena realizzativa sfruttando la sua capacità negli inserimenti e la velocità in campo aperto, al Manchester City invece è stato schierato anche a destra posizione,che ha dichiarato di non essergli congeniale dando però buoni risultati e migliorando il suo piede sinistro.

## Carriera

### Club
Cresciuto nelle giovanili del Cardiff City e del Manchester City, per poi trasferirsi ai tedeschi dello Schalke 04, con cui esordisce tra i professionisti.
Il 7 gennaio 2021 si trasferisce in prestito allo Stoke City.
Il 9 agosto 2021 viene ceduto nuovamente a titolo temporaneo, questa volta al Cercle Bruges.
Passa poi ai Rangers dove rimane per due stagioni e mezzo, collezionando 44 presenze e sette gol, il 30 gennaio 2025 passa in prestito ai tedeschi dell'Hannover.

### Nazionale

#### Nazionali giovanili
Con la nazionale Under-21 gallese ha disputato quattro partite di qualificazione per il campionato europeo di calcio Under-21 2019.

#### Nazionale maggiore
Viene convocato per la prima volta in nazionale maggiore il 18 novembre 2020, debuttando due giorni dopo in amichevole contro l'Albania.
Il 22 marzo 2025 realizza il suo primo gol per la massima selezione gallese nel successo per 3-1 contro il Kazakistan.

## Statistiche

### Presenze e reti nei club
| Stagione          | Squadra           | Campionato        | Campionato | Campionato | Coppe nazionali | Coppe nazionali | Coppe nazionali | Coppe continentali | Coppe continentali | Coppe continentali | Altre coppe | Altre coppe | Altre coppe | Totale | Totale |
| Stagione          | Squadra           | Comp              | Pres       | Reti       | Comp            | Pres            | Reti            | Comp               | Pres               | Reti               | Comp        | Pres        | Reti        | Pres   | Reti   |
| ----------------- | ----------------- | ----------------- | ---------- | ---------- | --------------- | --------------- | --------------- | ------------------ | ------------------ | ------------------ | ----------- | ----------- | ----------- | ------ | ------ |
| 2018-2019         | Schalke 04 II     | O                 | 1          | 0          | -               | -               | -               | -                  | -                  | -                  | -           | -           | -           | 1      | 0      |
| 2019-2020         | Schalke 04 II     | R                 | 1          | 0          | -               | -               | -               | -                  | -                  | -                  | -           | -           | -           | 1      | 0      |
| Totale Schalke II | Totale Schalke II | Totale Schalke II | 2          | 0          |                 | -               | -               |                    | -                  | -                  |             |             |             | 2      | 0      |
| 2018-2019         | Schalke 04        | BL                | 7          | 0          | CG              | 1               | 0               | UCL                | 0                  | 0                  | -           | -           | -           | 8      | 0      |
| 2019-2020         | Schalke 04        | BL                | 20         | 2          | CG              | 1               | 0               | -                  | -                  | -                  | -           | -           | -           | 21     | 2      |
| 2020-gen. 2021    | Schalke 04        | BL                | 3          | 0          | CG              | 0               | 0               | -                  | -                  | -                  | -           | -           | -           | 3      | 0      |
| Totale Schalke    | Totale Schalke    | Totale Schalke    | 30         | 2          |                 | 2               | 0               |                    | -                  | -                  |             |             |             | 32     | 2      |
| gen.-giu. 2021    | Stoke City        | FLC               | 10         | 1          | FACup           | 1               | 0               | -                  | -                  | -                  | -           | -           | -           | 11     | 1      |
| 2021-2022         | Cercle Bruges     | PL                | 26         | 9          | CB              | 1               | 1               | -                  | -                  | -                  | -           | -           | -           | 27     | 10     |
| 2022-2023         | Rangers           | SP                | 19         | 0          | SC+CdL          | 1+1             | 0               | UCL                | 7                  | 0                  | -           | -           | -           | 28     | 0      |
| 2023-2024         | Rangers           | SP                | 19         | 5          | SC+CdL          | 5+1             | 0               | UCL+UEL            | 2+4                | 1+0                | -           | -           | -           | 31     | 6      |
| 2024-gen. 2025    | Rangers           | SP                | 6          | 2          | CS+CdL          | 0+1             | 0               | UCL+UEL            | 1+0                | 0                  | -           | -           | -           | 8      | 2      |
| Totale Rangers    | Totale Rangers    | Totale Rangers    | 44         | 7          |                 | 9               | 0               |                    | 14                 | 1                  |             |             |             | 67     | 8      |
| gen.-giu. 2025    | Hannover 96       | 2.B               | 10         | 1          | -               | -               | -               | -                  | -                  | -                  | -           | -           | -           | 10     | 1      |
| Totale carriera   | Totale carriera   | Totale carriera   | 122        | 20         |                 | 13              | 1               |                    | 14                 | 1                  |             |             |             | 149    | 22     |

### Cronologia presenze e reti in nazionale
| Cronologia completa delle presenze e delle reti in nazionale ― Galles | Cronologia completa delle presenze e delle reti in nazionale ― Galles | Cronologia completa delle presenze e delle reti in nazionale ― Galles | Cronologia completa delle presenze e delle reti in nazionale ― Galles | Cronologia completa delle presenze e delle reti in nazionale ― Galles | Cronologia completa delle presenze e delle reti in nazionale ― Galles | Cronologia completa delle presenze e delle reti in nazionale ― Galles | Cronologia completa delle presenze e delle reti in nazionale ― Galles |
| Data                                                                  | Città                                                                 | In casa                                                               | Risultato                                                             | Ospiti                                                                | Competizione                                                          | Reti                                                                  | Note                                                                  |
| --------------------------------------------------------------------- | --------------------------------------------------------------------- | --------------------------------------------------------------------- | --------------------------------------------------------------------- | --------------------------------------------------------------------- | --------------------------------------------------------------------- | --------------------------------------------------------------------- | --------------------------------------------------------------------- |
| 20-11-2018                                                            | Elbasan                                                               | Albania                                                               | 1 – 0                                                                 | Galles                                                                | Amichevole                                                            | -                                                                     | 75’                                                                   |
| 20-3-2019                                                             | Wrexham                                                               | Galles                                                                | 1 – 0                                                                 | Trinidad e Tobago                                                     | Amichevole                                                            | -                                                                     | 71’                                                                   |
| 8-6-2019                                                              | Osijek                                                                | Croazia                                                               | 2 – 1                                                                 | Galles                                                                | Qual. Euro 2020                                                       | -                                                                     | 79’                                                                   |
| 16-11-2019                                                            | Baku                                                                  | Azerbaigian                                                           | 0 – 2                                                                 | Galles                                                                | Qual. Euro 2020                                                       | -                                                                     | 60’                                                                   |
| 8-10-2020                                                             | Londra                                                                | Inghilterra                                                           | 3 – 0                                                                 | Galles                                                                | Amichevole                                                            | -                                                                     |                                                                       |
| 14-10-2020                                                            | Sofia                                                                 | Bulgaria                                                              | 0 – 1                                                                 | Galles                                                                | UEFA Nations League 2020-2021 - 1º turno                              | -                                                                     | 46’                                                                   |
| 12-11-2020                                                            | Swansea                                                               | Galles                                                                | 0 – 0                                                                 | Stati Uniti                                                           | Amichevole                                                            | -                                                                     | 62’                                                                   |
| 27-3-2021                                                             | Cardiff                                                               | Galles                                                                | 1 – 0                                                                 | Messico                                                               | Amichevole                                                            | -                                                                     |                                                                       |
| 29-3-2022                                                             | Cardiff                                                               | Galles                                                                | 1 – 1                                                                 | Rep. Ceca                                                             | Amichevole                                                            | -                                                                     | 71’                                                                   |
| 1-6-2022                                                              | Breslavia                                                             | Polonia                                                               | 2 – 1                                                                 | Galles                                                                | UEFA Nations League 2022-2023 - 1º turno                              | -                                                                     | 46’                                                                   |
| 8-6-2022                                                              | Cardiff                                                               | Galles                                                                | 1 – 2                                                                 | Paesi Bassi                                                           | UEFA Nations League 2022-2023 - 1º turno                              | -                                                                     | 77’                                                                   |
| 6-6-2024                                                              | Faro                                                                  | Gibilterra                                                            | 0 – 0                                                                 | Galles                                                                | Amichevole                                                            | -                                                                     | 60’                                                                   |
| 22-3-2025                                                             | Cardiff                                                               | Galles                                                                | 3 – 1                                                                 | Kazakistan                                                            | Qual. Mondiali 2026                                                   | 1                                                                     | 86’                                                                   |
| 25-3-2025                                                             | Skopje                                                                | Macedonia del Nord                                                    | 1 – 1                                                                 | Galles                                                                | Qual. Mondiali 2026                                                   | -                                                                     | 84’                                                                   |
| 9-6-2025                                                              | Bruxelles                                                             | Belgio                                                                | 4 – 3                                                                 | Galles                                                                | Qual. Mondiali 2026                                                   | -                                                                     | 90+4’                                                                 |
| Totale                                                                |                                                                       | Presenze                                                              | 15                                                                    |                                                                       | Reti                                                                  | 1                                                                     |                                                                       |

## Palmarès

### Club
- Coppa di Lega scozzese: 1

Rangers: 2023-2024